# محمدحسنلو (کلیبر)
محمدحسنلو (به ترکی آذربایجانی: ممدحسنلی) یکی از روستاهای استان آذربایجان شرقی است که در دهستان مولان بخش مرکزی شهرستان کلیبر واقع شده‌است.